# Camuflaj/Încetarea alarmei
Blackout & All Clear (tradus sub denumirea Camuflaj/Încetarea alarmei) sunt două volume care formează romanul științifico-fantastic de Connie Willis din 2010 care a câștigat premiul Nebula în 2010  și premiile Locus și Hugo în 2011. Prima parte, Blackout, a fost publicată pe 2 februarie 2010 de Spectra, iar a doua parte, All Clear, a apărut pe 19 octombrie 2010.

## Povestea
Willis își imaginează un viitor apropiat (introdus pentru prima dată în povestea ei din 1982 „Fire Watch” și prezentat în două dintre romanele sale anterioare: Doomsday Book și To Say Nothing of the Dog) în care istoricii efectuează lucrări de teren călătorind în trecut ca observatori. Cercetarea este efectuată în principal la Universitatea din Oxford, în Anglia, la mijlocul secolului XXI. În lumea lor, călătoria în timp este cunoscută încă de la începutul secolului XXI. Dispozitivul de călătorie în timp, un portal numit „Rețeaua”, rămâne în prezentul călătorului în timp, în timp ce trimite călătorul în timp într-un anumită loc (numit „Picătura”) și timp. Acestea se pot întoarce din același loc atunci când cineva din viitor deschide Rețeaua pentru el la un moment de „întâlnire” convenit.